# Centrarthra albipuncta
Centrarthra albipuncta är en fjärilsart som beskrevs av Antonius Johannes Theodorus Janse 1940. Centrarthra albipuncta ingår i släktet Centrarthra och familjen nattflyn. Inga underarter finns listade i Catalogue of Life.